# 덕유산로
덕유산로(Deogyusan-ro)는 전북특별자치도 무주군 안성면 죽천삼거리에서 무주군 안성면 두문삼거리 까지 연결하는 도로이다.

## 주요 경유지
전북특별자치도
- 무주군 (안성면)

## 노선
| 이름       | 접속 노선                        | 소재지 | 소재지 | 비고 |
| ---------- | -------------------------------- | ------ | ------ | ---- |
| 죽천삼거리 | 국도 제19호선 (무주로)           | 무주군 | 안성면 |      |
| 신무교     |                                  | 무주군 | 안성면 |      |
| 명천사거리 | 원통사로                         | 무주군 | 안성면 |      |
| 용추사거리 | 칠연로                           | 무주군 | 안성면 |      |
| 용추교     |                                  | 무주군 | 안성면 |      |
| 두문삼거리 | 국가지원지방도 제49호선 (안성로) | 무주군 | 안성면 |      |